# Білозорка
Білозорка (Tachycineta) — рід горобцеподібних птахів родини ластівкових (Hirundinidae). Представники поширені в Америці.

## Класифікація
Рід містить 9 видів:
- Tachycineta albilinea — білозорка мангрова
- Tachycineta albiventer — білозорка білокрила
- Tachycineta bicolor — білозорка річкова
- Tachycineta cyaneoviridis — білозорка багамська
- Tachycineta euchrysea — білозорка золотиста
- Tachycineta leucorrhoa — білозорка лазурова
- Tachycineta meyeni — білозорка чилійська
- Tachycineta stolzmanni — білозорка еквадорська
- Tachycineta thalassina — білозорка фіолетова